# Волшебная лампа Аладдина (фильм, 1966)
«Волше́бная ла́мпа Аладди́на» — советский художественный фильм-сказка, снятый на Центральной киностудии детских и юношеских фильмов имени М. Горького в 1966 году по мотивам арабской сказки «Аладдин и волшебная лампа» из сборника «Тысяча и одна ночь».

## Сюжет
В Багдаде появляется злой магрибский колдун. С помощью магии он узнаёт имя человека, способного найти волшебную лампу с заключённым в ней джинном, исполняющим все желания хозяина лампы. Этот человек — бедняк Аладдин, сын Али-аль-Маруфа. Благодаря случайности магрибинец находит его в огромном Багдаде. На Аладдина падает взгляд царевны Будур, велевшей посмотреть на неё, после чего беднягу немедленно казнили бы, если б не вмешательство магрибинца.
Представившись его дядей, волшебник просит проводить его в город теней, скрытый в пустыне, и вынести ему лампу. После возвращения Аладдина из волшебного города магрибинец пытается его убить и завладеть лампой, но юноша случайно спасается и трёт лампу, пытаясь рассмотреть надпись на ней. Появившийся из неё джинн рассказывает ему, что магрибинец — коварный злодей и предлагает убить его, но Аладдин отправляет колдуна «на все четыре стороны». Джинн исполняет приказ буквально — по сторонам разбегаются четыре копии магрибинца.
Став повелителем джинна, Аладдин решает ближе познакомиться с царевной Будур, отвергающей женихов. Джинн переносит её домой к Аладдину. Пропавшую царевну ищет стража султана, а находит её Мубарак — сын Великого визиря. Аладдина бросают в темницу. Тем временем султан, устав от упрямства своей дочери, решает немедленно выдать её замуж за того, кто первый войдёт в тронный зал, и этим первым оказывается Мубарак. Все во дворце убеждают Будур, что чудесное путешествие из дворца в хижину бедняка и знакомство с юношей — не более чем сон.
Спешно готовится свадьба с Мубараком. Мать Аладдина, набравшись смелости, трёт лампу, и джинн спасает хозяина из неволи. При помощи джинна Аладдин удаляет Мубарака из дворца, вешает его на шпиль мечети, а затем сажает в горшок, так что Мубарак не может исполнить супружеский долг. Тогда султан аннулирует брак..
Среди ночи Аладдин переносится к своей возлюбленной. Она не верит в реальность происходящего, но главный герой просит её потереть лампу. Царевна, поняв, что её обманули, приходит в негодование. Она приказывает джинну немедленно устроить её свадьбу с Аладдином. На торжество переносятся султан, весь двор, родственники Аладдина. Все, однако, думают, что им это снится.
На празднике незаметно появляется магрибинец, снова собравшийся воедино, и, пользуясь суматохой, завладевает лампой. Теперь он — жених на свадьбе. Однако джинн отказывается повиноваться новому хозяину лампы, когда тот велит убить Аладдина. Он медлит и извиняется перед Аладдином, а последний проявляет находчивость, увидев глиняный кувшин и предлагая джинну туда переселиться. Последний соглашается, что он больше не раб лампы, и натравливает на магрибинца козу матери Аладдина (козы лишают чародеев колдовской силы), и та изгоняет колдуна из Багдада.
Царевна Будур возвращается во дворик Аладдина, а утром возле его дома появляется султан со свитой, причём великий визирь уволен с должности, а его место занимает ночной сторож, старый друг матери Аладдина. Напевая песню «В Багдаде всё спокойно…», смирившийся с выбором дочери султан и его придворные поздравляют новобрачных. Аладдин и Будур хотят поцеловаться, но после слов джинна «Детям до шестнадцати лет…!» убегают в поисках уединённого места.

## В ролях
| Актёр                                          | Роль                               |
| ---------------------------------------------- | ---------------------------------- |
| Борис Быстров                                  | Аладдин, сын Али-аль-Маруфа        |
| Додо Чоговадзе                                 | царевна Будур                      |
| Сарры Каррыев (озвучивает Константин Николаев) | джинн                              |
| Андрей Файт                                    | колдун-магрибинец                  |
| Отар Коберидзе                                 | Султан                             |
| Екатерина Верулашвили                          | мать Аладдина                      |
| Гусейнага Садыгов                              | Великий визирь, отец Мубарака      |
| Георгий Милляр                                 | Наимудрейший                       |
| Отар Биланишвили (в титрах Э. Биланишвили)     | ночной сторож, друг семьи Аладдина |
| Валентин Брылеев                               | Мубарак, сын визиря                |
| Юрий Чекулаев                                  | Мустафа, начальник стражи          |
| Яков Беленький                                 | Мудрейший                          |

В эпизодах
- Борис Андреев
- Александр Баранов — Мудрец
- Борис Беляков
- Эммануил Геллер — Мудрец
- Николай Горлов — слуга
- Владимир Масланцов — мулла
- Пётр Мухин
- Александр Пантелеев — Звездочёт
- Семён Сафонов
- Борис Светлов
- Надежда Семенцова
- Михаил Щербаков — Мудрейший

## Съёмочная группа
- Авторы сценария — Виктор Виткович, Григорий Ягдфельд
- Режиссёр-постановщик — Борис Рыцарев
- Операторы-постановщики — Василий Дульцев, Лев Рагозин
- Художники-постановщики — Анатолий Анфилов, Константин Загорский
- Композитор — Алексей Муравлёв
- Звукооператор — Станислав Гурин
- Режиссёр — В. Лосев
- Операторы — М. Царькова, Ю. Милославский
- Художник по костюмам — Э. Горбачёва
- Грим Т. Колосовой
- Художник-бутафор — М. Кофман
- Комбинированные съёмки:
  - Художник — Юрий Миловский
  - Оператор — Владимир Лозовский
- Монтаж Г. Садовниковой
- Консультант — кандидат исторических наук Ирина Смилянская
- Директор картины — И. Морозов

## История создания
В литературном сценарии магрибинец носил имя Худайдан-ибн-Худайдан, мать Аладдина — Зубейда, визирь — Бу-Али Симджур, а ночной сторож — Абд-аль-Кадир. В фильме эти имена не упоминаются.
Роль Аладдина стала для Бориса Быстрова дебютом. «Волшебную лампу Аладдина» собирался снимать ещё в 1938 году режиссёр Александр Андриевский. На роль магрибинца он пригласил Андрея Файта. «Это уникальный случай — через 28 лет тому же актёру предлагают играть ту же роль в том же фильме на той же студии», — писал актёр после съёмок в фильме Бориса Рыцарева.
На другие роли были приглашены актёры из союзных республик: Азербайджанской ССР, Грузинской ССР, Туркменской ССР. Сарры Каррыева благодаря колоритной внешности утвердили на роль джинна без проб. Он предстаёт на экране в соответствии с рекомендациями консультантов, как существо, состоящее из огня. Однако переозвучил его Константин Николаев, поскольку туркменский актёр плохо говорил по-русски.
Додо Чоговадзе была утверждена на роль царевны Будур в возрасте 14 лет. На съёмочной площадке она отметила своё 15-летие.
Фильм снимали в Крыму, причём все декорации Багдада были построены на мысе Херсонес на берегу моря. Павильонные съёмки велись на Ялтинской киностудии, а сцены в пустыне снимали на Алёшковских песках возле города Новая Каховка в Херсонской области.

## Современные оценки
В 2020 году обозреватель Лилит Мазикина отметила, что в советском фильме, по сравнению с диснеевским мультфильмом 1992 года «Аладдин», сохраняется внешнее стилистическое единообразие, и ни одна женщина не ходит полуодетой, тем более перед незнакомыми мужчинами:
В мультфильме принцесса Жасмин (кстати, ей поменяли имя, потому что англоязычным детям трудно говорить «Будур») не только одета как танцовщица бурлеска, но и костюмы персонажей принадлежат к разным географическим областям. Аладдин одет как уйгур — и, кстати, то, что он полуголый, в его-то случае можно объяснить: последняя рубашка истлела. Он же нищий. Остальные одеты в духе арабских стран, а не уйгурских поселений Китая. А ещё у советской Будур во дворце более насыщенная жизнь. Она играет и учится (старый богослов рассказывает ей какой-то нудный урок). Жасмин же как будто вообще не имеет своей жизни. В этом отношении фильм оказался продвинутее более современного мультика.

## Комментарии
1. ↑  Джинн в титрах упоминается ошибочно с одной «н» — джин.
2. ↑  Джинн в титрах упоминается ошибочно с одной «н» — джин.
3. ↑  Визирь в титрах дан с ошибкой через «е» — везирь.
4. ↑  Визирь в титрах дан с ошибкой через «е» — везирь.